# Asyndetus ridiculus
Asyndetus ridiculus är en tvåvingeart som beskrevs av Octave Parent 1931. Asyndetus ridiculus ingår i släktet Asyndetus och familjen styltflugor. Inga underarter finns listade i Catalogue of Life.